# Migue Leal
Miguel Ángel Leal Díaz, más conocido como Migue Leal (Villarreal, España, 1 de febrero de 1997), es un futbolista español que juega en la posición de lateral derecho en el Villarreal Club de Fútbol "B".

## Trayectoria
Comenzó a formarse en las categorías inferiores del Villarreal Club de Fútbol y pasó por los diferentes escalafones de la cantera amarilla hasta llegar al Villarreal Club de Fútbol "C" de Tercera División, con el que jugaría desde 2016 a 2018. 
En la temporada 2018-2019, el jugador firma por el Real Murcia CF de la Segunda División B, cedido por una temporada. En enero de 2019, tras jugar solo tres encuentros en las filas del conjunto pimentonero durante la primera vuelta, rompería el contrato de cesión para regresar a Villarreal y formar parte del Villarreal Club de Fútbol "B" del grupo III de Segunda División B.
En las filas del Villarreal Club de Fútbol "B" jugaría durante temporada y media en la Segunda División B. Posteriormente fue convocado en ocho partidos con el primer equipo, pero no llegó a debutar en el campeonato de Liga, aunque sí que lo hizo en Copa del Rey, ante el Comillas el 18 de diciembre de 2019, en la temporada 2019-20.
Migue realizó la pretemporada 2020-21 con el primer equipo del Villarreal Club de Fútbol.
El 19 de septiembre de 2020, el lateral derecho llega cedido al FC Groningen de la Eredivisie, cedido por una temporada.

## Clubes
| Club                    | País         | Año         |
| ----------------------- | ------------ | ----------- |
| Villarreal "C"          | España       | 2016 - 2018 |
| Real Murcia CF (Cedido) | España       | 2018        |
| Villarreal "B"          | España       | 2019 - Act. |
| FC Groningen (Cedido)   | Países Bajos | 2020-2021   |